# Acrotaphus latifasciatus
Acrotaphus latifasciatus är en stekelart som först beskrevs av Cameron 1911.  Acrotaphus latifasciatus ingår i släktet Acrotaphus och familjen brokparasitsteklar. Inga underarter finns listade i Catalogue of Life.